# Afif-Abadtuin

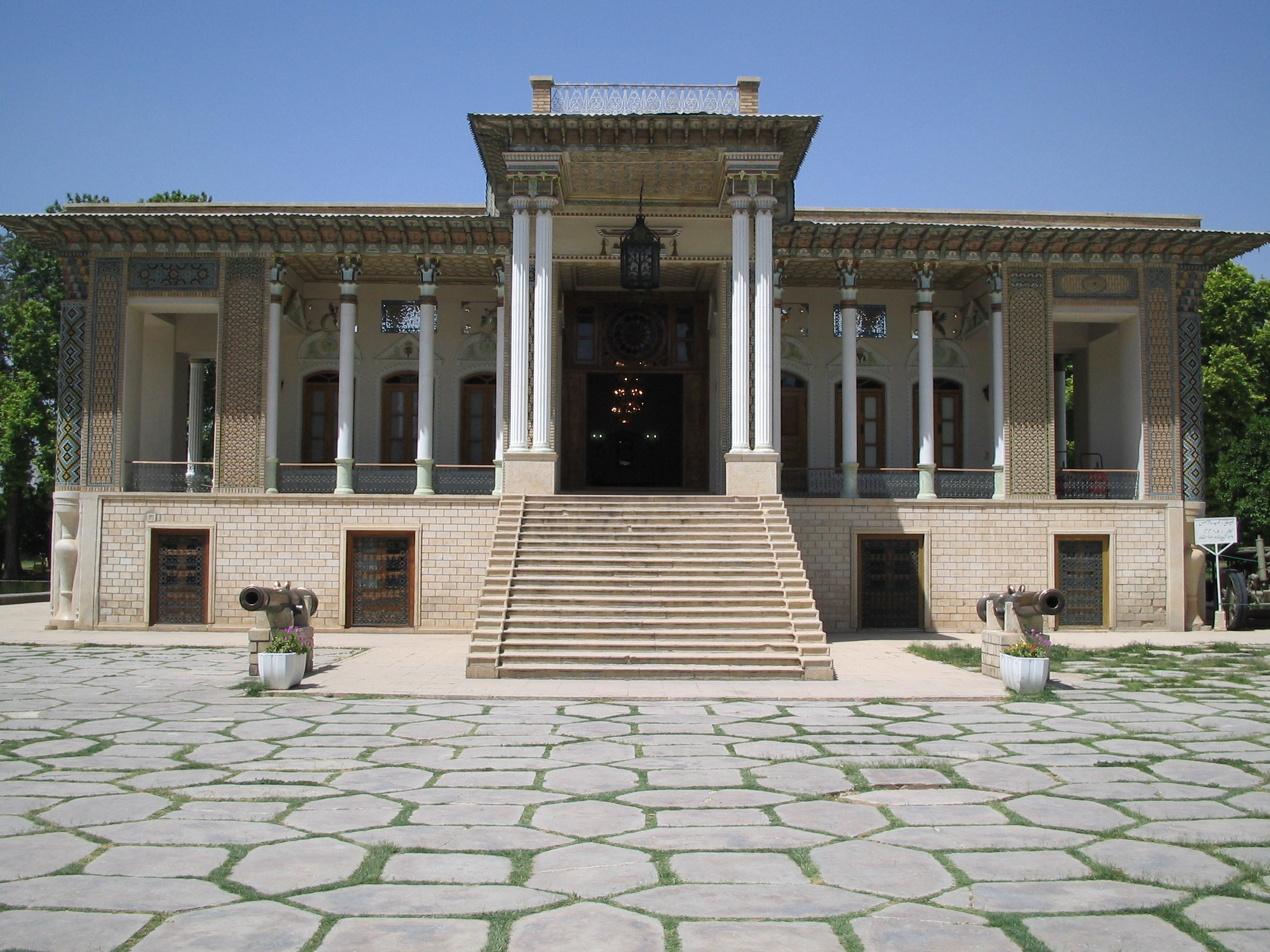
Het voormalige koninklijke verblijf in de tuin

De Afif-Abadtuin (Perzisch: باغ عفیف آباد; Bāgh-e Afif-Ābād of Bāgh-e Golshan) is een 127.000 m² grote Perzische tuin (bagh) in de gelijknamige woonwijk Afif-Abad in het westen van de Iraanse stad Shiraz. In de tuin bevinden zich een voormalig koninklijk verblijf en een museum met historische wapens.
De tuin behoort tot de oudste van Shiraz. Tijdens de Safawidische periode stond er een paleis voor de sjahs. Het huidige verblijf werd in 1863 gebouwd door ene Mirza Ali Mohammad Khan Qavam II in Kadjaarse architectuur met gebruikmaking van Achaemenidische bouwstijlelementen. De terrassen van het verblijf zijn versierd met reliëfs met motieven uit Persepolis, bloemenreliëfs, en tegels met voorstellingen uit de Sjahnama. In de ommuurde tuin groeien diverse boomsoorten, waaronder cipressen, dennen, zilversparren, wilgen en sinaasappelbomen. Ook staan er twee waterbekkens waarin vissen zwemmen. Voor de watervoorziening kocht Khan Qavam II een qanat aan, die water uit de Limak vervoert vanuit haar 15 kilometer verderop gelegen oorsprong bij Qasr-e Qomsheh. Na zijn dood erfde zijn vrouw Afife de tuin, vandaar de naam Afif-Abad. Abad kan iets betekenen als 'gecultiveerde plek', maar er zijn vele andere betekenissen. In 1962 werd het gebouw hersteld door het Iraanse leger. Sindsdien is er een museum met historische wapens uit alle tijdperken van de Perzische geschiedenis gevestigd.

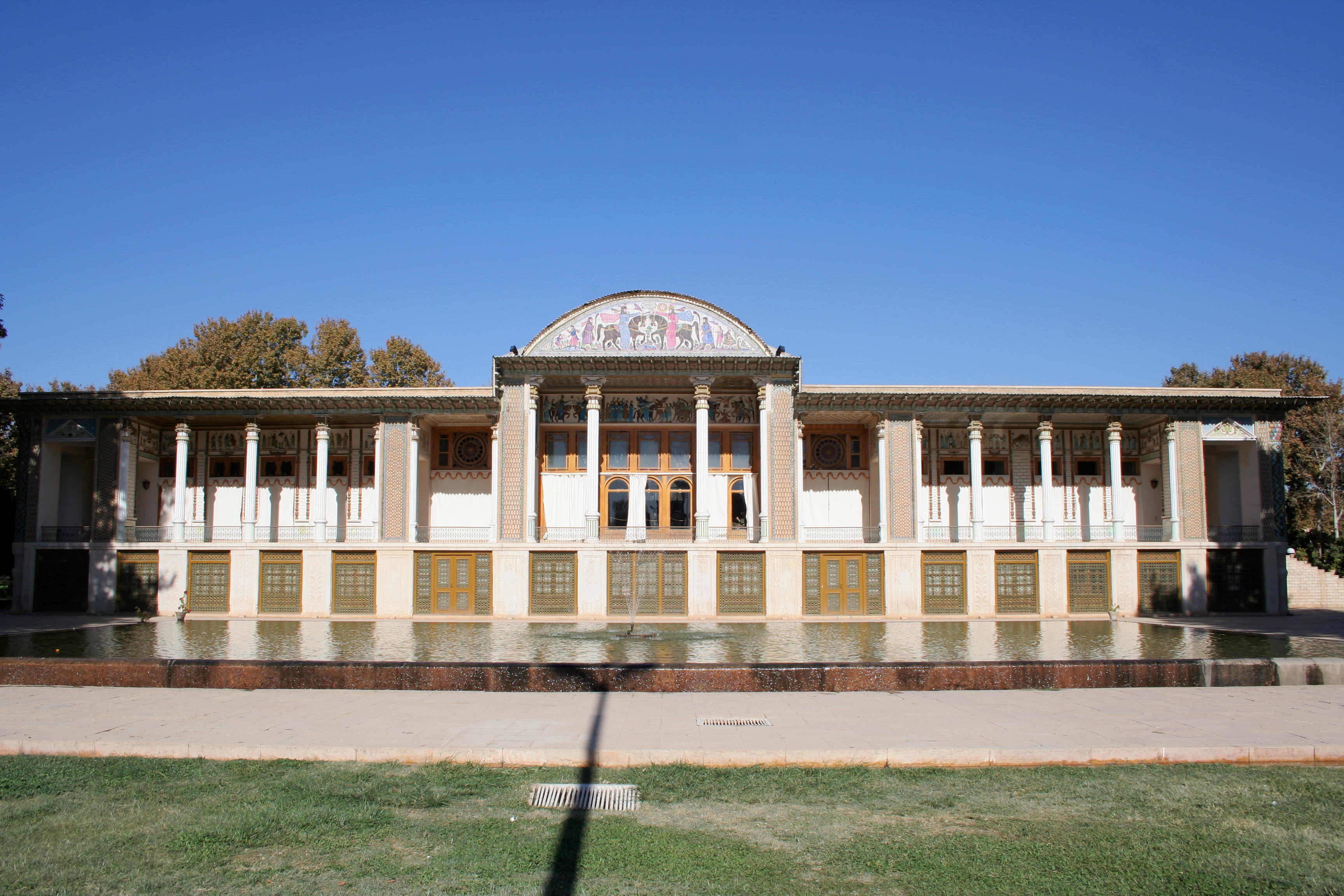
Achterzijde van het verblijf
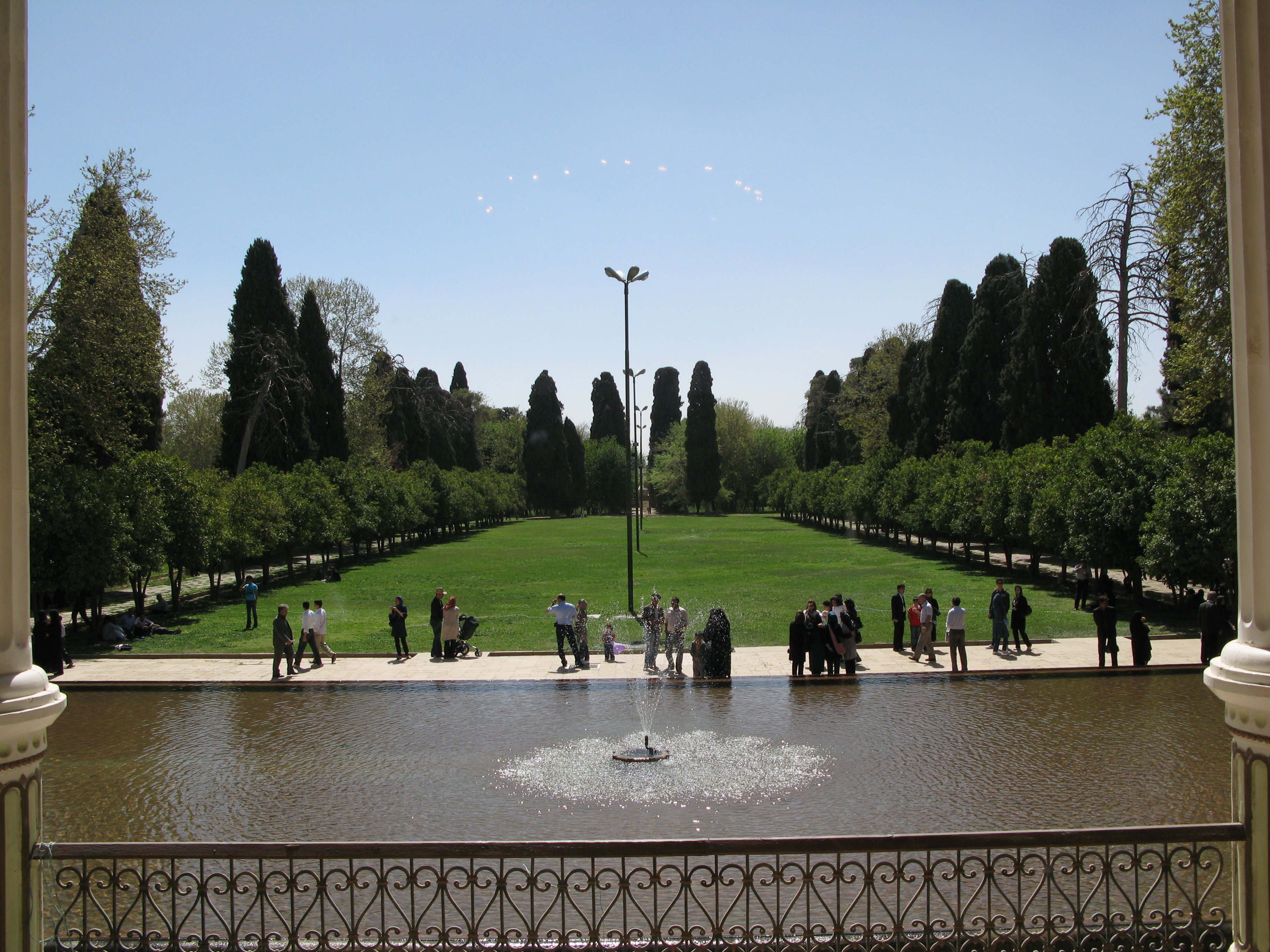
Gezicht op het deel van de tuin voor het verblijf
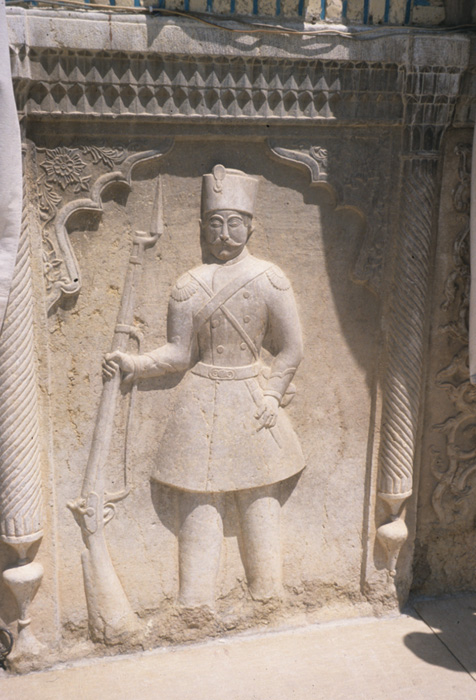
Reliëf van een Kadjaarse soldaat op een van de muren van het verblijf
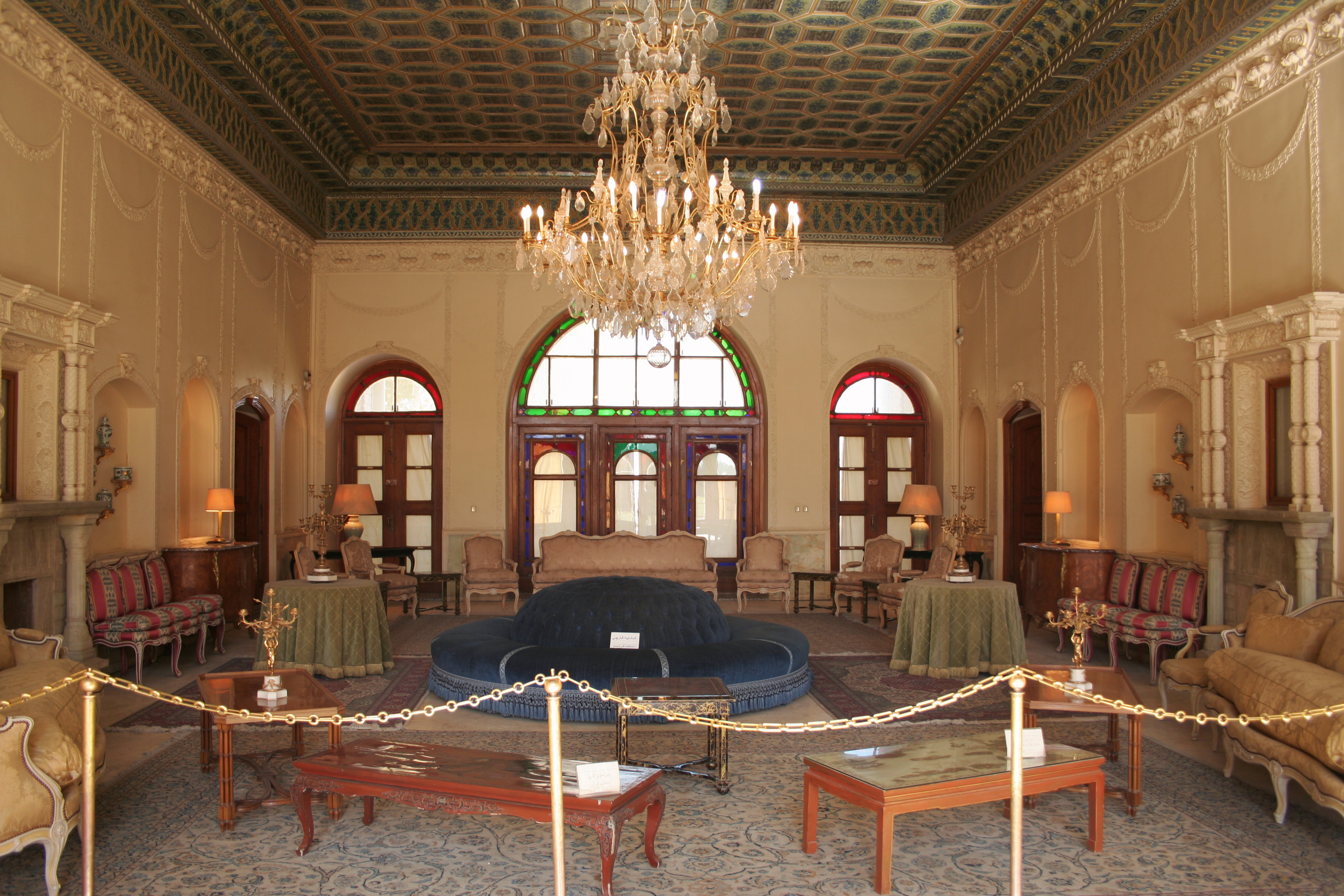
Een van de binnenruimten van het verblijf